# János Lavotta
János Lavotta, pron. in ungherese ˈjaːnoʃ ˈlɒvotːɒ (Distretto di Galanta, 5 luglio 1764 – Tállya, 11 agosto 1820), è stato un compositore ungherese.

## Biografia
Lavotta ha studiato a Bratislava e Budapest, dove è stato direttore del teatro musicale nel 1792. Visse poi nel Miskolc e ha dato tour come violinista ungherese. Dal 1802 - 1804 è stato direttore del Teatro Orchestra Cluj. Sin dal 1816, ha vissuto come un rivenditore di musica a Debrecen.